# Басемберг
Басембе́рг (фр. Bassemberg) — коммуна на северо-востоке Франции в регионе Гранд-Эст (бывший Эльзас — Шампань — Арденны — Лотарингия), департамент Нижний Рейн, округ Селеста-Эрстен, кантон Мюциг. До марта 2015 года коммуна административно входила в состав упразднённого кантона Вилле (округ Селеста-Эрстен).
Площадь коммуны — 1,78 км², население — 264 человека (2006) с тенденцией к стабилизации: 259 человек (2013), плотность населения — 145,5 чел/км².

## Население
Население коммуны в 2011 году составляло 265 человек, в 2012 году — 261 человек, а в 2013-м — 259 человек.
| 1962 | 1968 | 1975 | 1982 | 1990 | 1999 | 2006 | 2008 | 2011 | 2012 | 2013 |
| ---- | ---- | ---- | ---- | ---- | ---- | ---- | ---- | ---- | ---- | ---- |
| 213  | 216  | 197  | 187  | 234  | 232  | 264  | 270  | 265  | 261  | 259  |

Динамика населения:

## Экономика
В 2010 году из 179 человек трудоспособного возраста (от 15 до 64 лет) 135 были экономически активными, 44 — неактивными (показатель активности 75,4 %, в 1999 году — 77,2 %). Из 135 активных трудоспособных жителей работали 127 человек (70 мужчин и 57 женщин), 8 числились безработными (четверо мужчин и четыре женщины). Среди 44 трудоспособных неактивных граждан 16 были учениками либо студентами, 21 — пенсионерами, а ещё 7 — были неактивны в силу других причин.

## Достопримечательности (фотогалерея)

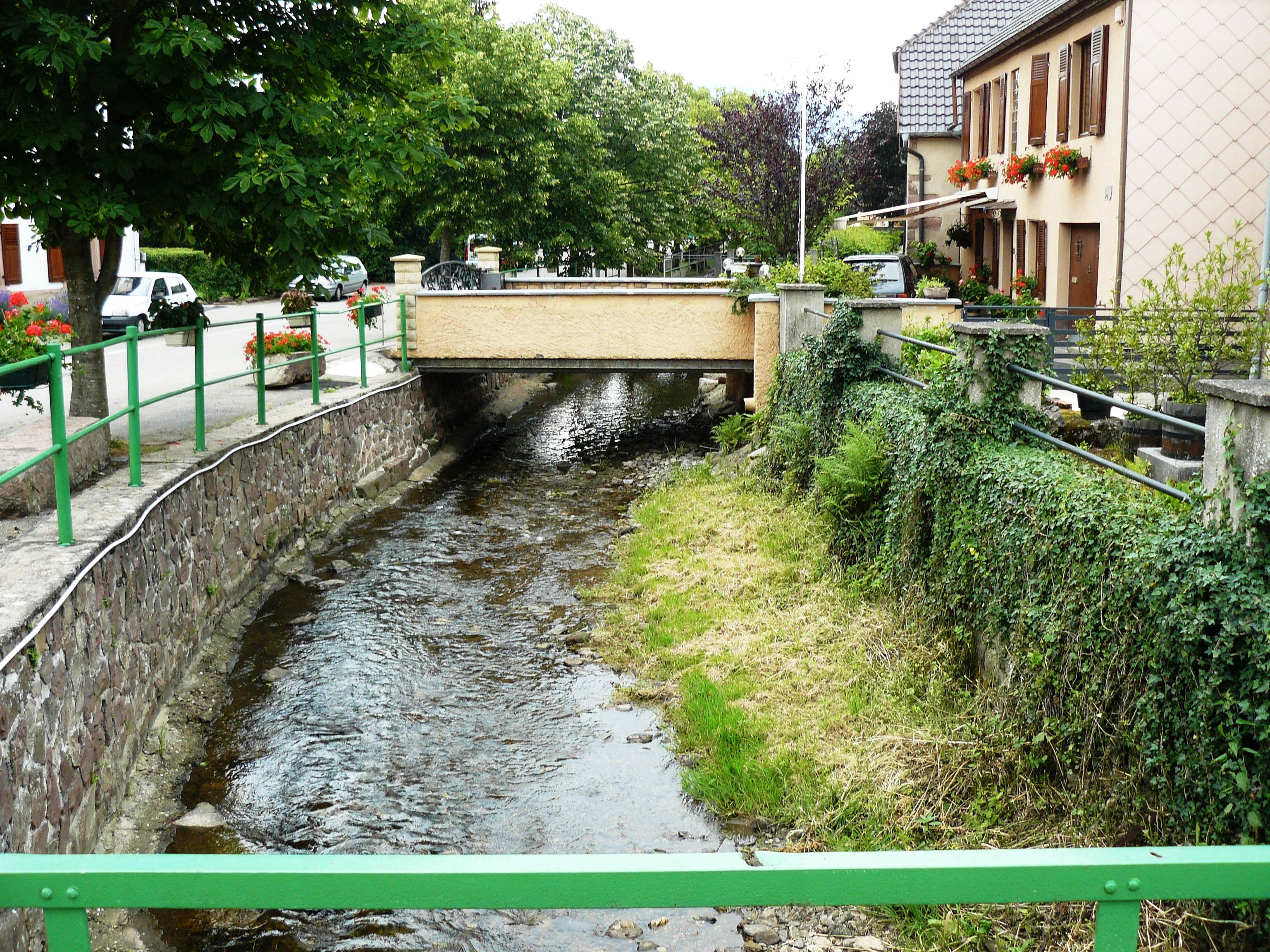
Река Гиссен
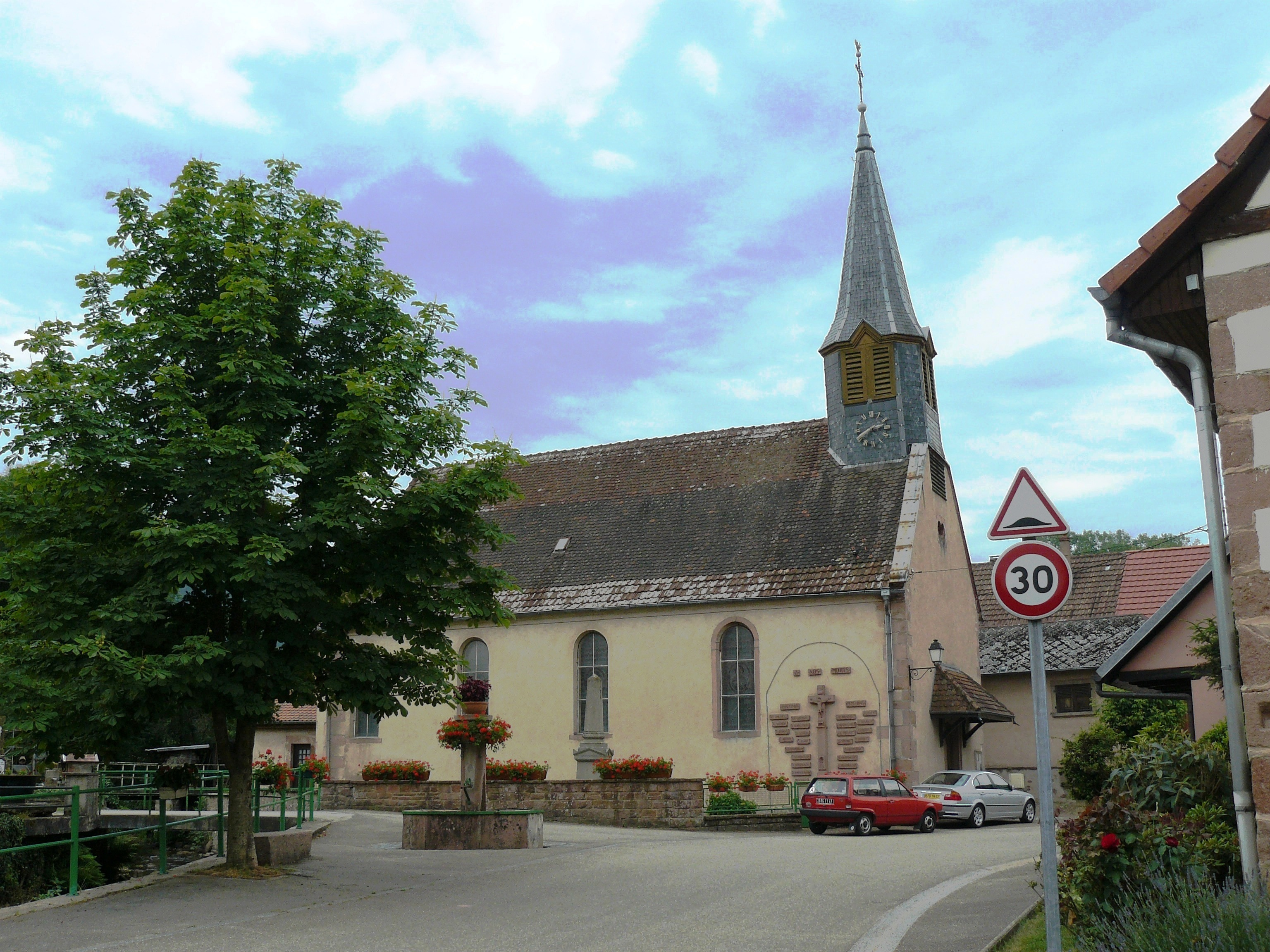
Церковь
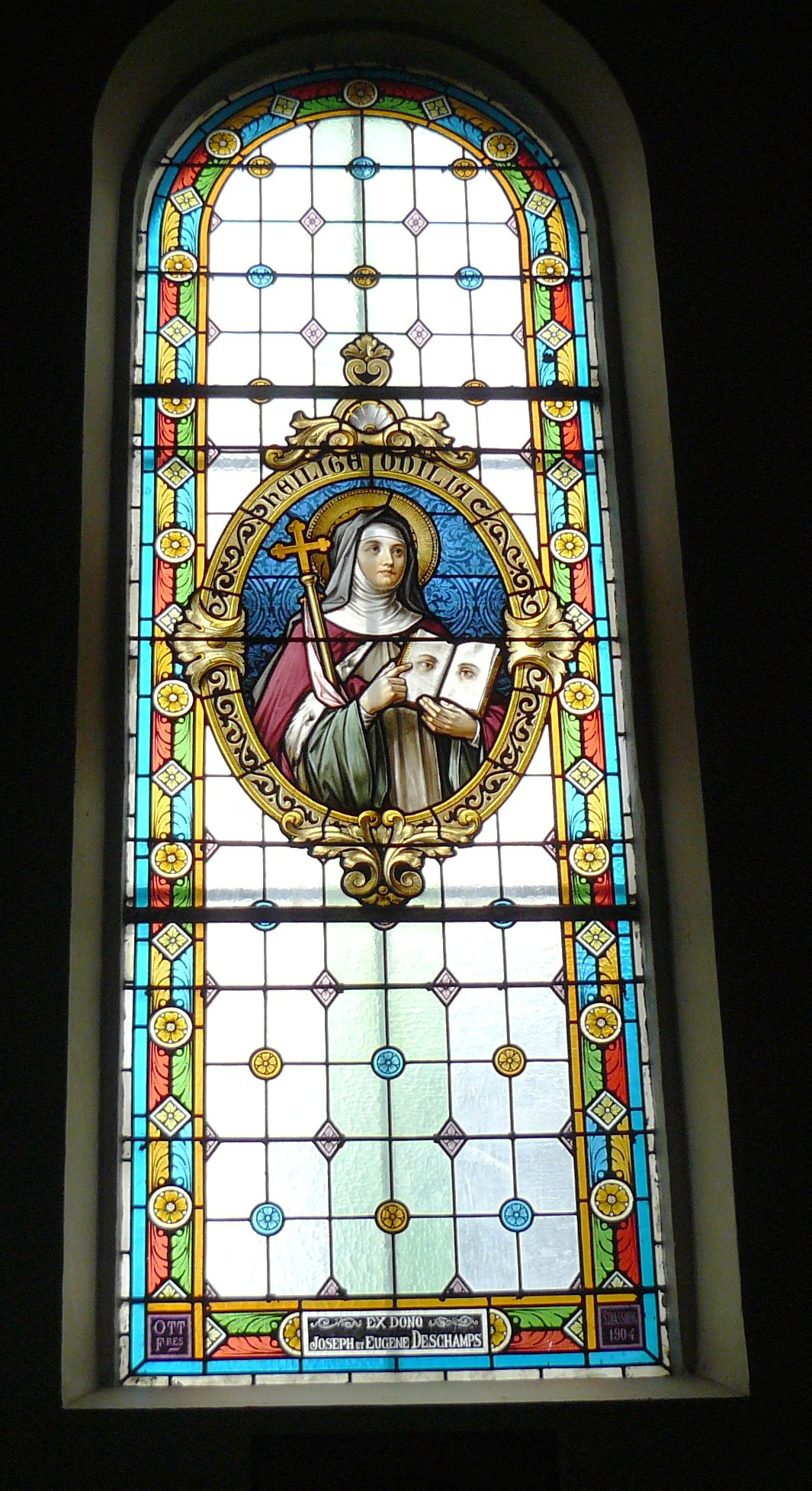
Витраж